# 도키와촌 (아이치현 아이치군)
도키와촌(常磐村)은 아이치현 아이치군에 설치되었던 촌이다. 현재의 나고야시 나카무라구 남부, 나카가와구 북부에 해당한다.